# 普尔曼 (华盛顿州)
普爾曼（英語：Pullman）位於美國華盛頓州惠特曼縣，是華盛頓州立大學主校區的所在地。根據2000年人口普查，總人口約為24,675人。普爾曼的北部有一個107公頃的高科技工業園。而普爾曼以東8英哩則是姊妹城市愛達荷州莫斯科，那裡也是愛達荷大學的所在地。

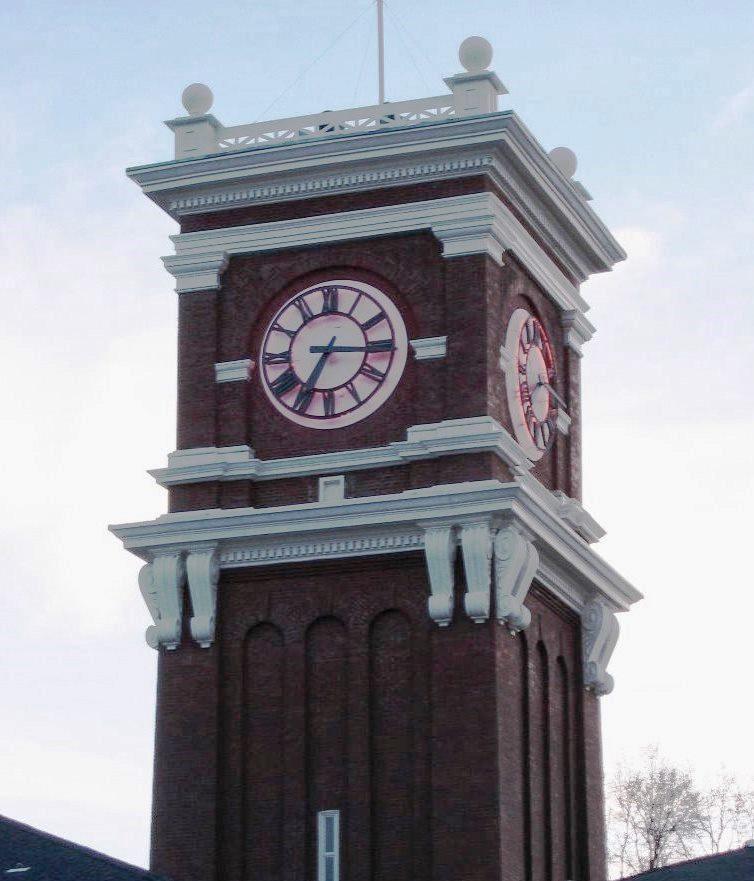
華盛頓州立大學內的拜仁樓

## 歷史
普爾曼於1886年建立，當時稱「三叉」（Three Forks），人口只有250人。取名為三叉是因為那裡是三條河流的交匯處，到後來才以火車製造者喬治·普爾曼來命名。1961年，普爾曼正式升級成為城市。

## 地區
普爾曼裡共有四座主要的山丘，這四座山把普爾曼分成四個區：
- 西北軍事山（Military Hill）
- 東南先峰山（Pioneer Hill）
- 東北學院山（College Hill）
- 西南陽光山（Sunnyside Hill）

## 交通

### 航空
- 普爾曼-莫斯科區域機場提供前往華盛頓州西雅圖和愛達荷州首府博伊西的航班。